# Davide Bettella
Davide Bettella, né le 7 avril 2000 à Padoue en Italie, est un footballeur italien, qui évolue au poste de défenseur central à l'US Catanzaro.

## Biographie

### En club
Davide Bettella est formé à l'Inter Milan, avant de rejoindre en juin 2018 l'Atalanta Bergame. En janvier 2019, Bettella est prêté au club de Serie B du Delfino Pescara, pour une durée d'un an et demi. Il joue son premier match en professionnel le 22 avril 2019, lors d'un match nul face au Carpi FC (0-0). Quelques semaines plus tard, il inscrit son premier but, le 11 mai 2019, lors de la victoire des siens contre l'US Salernitana (2-0).
En janvier 2019 Bettella est prêté au Delfino Pescara pour un an et demi.
Le 11 septembre 2020 Davide Bettella est prêté pour deux ans avec option d'achat à l'AC Monza. Le 19 décembre 2020, Bettella se fait remarquer en inscrivant ses deux premiers buts pour Monza, face à son ancien club, le Delfino Pescara, en championnat. Son équipe s'incline toutefois par trois buts à deux ce jour-là.
Le 19 août 2022, David Bettella est prêté pour une saison avec option d'achat au Palerme FC,.

### En équipe nationale
Avec les moins de 17 ans, il participe au championnat d'Europe des moins de 17 ans en 2017. Il joue trois matchs lors de ce tournoi, en officiant comme capitaine. L'Italie n'enregistre qu'une seule victoire, face à la Croatie.
Avec les moins de 19 ans, il participe au championnat d'Europe des moins de 19 ans en 2018. Il joue cinq matchs durant ce tournoi. Il officie comme capitaine de l'équipe lors de la demi-finale gagnée contre la France. Les joueurs italiens s'inclinent en finale face au Portugal après prolongation.
Par la suite, avec les moins de 20 ans, il dispute la Coupe du monde des moins de 20 ans en 2019. Lors du mondial junior organisé en Pologne, il joue 45 minutes, lors du premier tour face au Japon.
Le 14 octobre 2019, Davide Bettella joue son premier match avec l'équipe d'Italie espoirs face à l'Arménie. Il entre en jeu et son équipe s'impose par un but à zéro.

## Palmarès

### En sélection
- Finaliste du championnat d'Europe des moins de 19 ans en 2018 avec l'équipe d'Italie des moins de 19 ans